# Ste. Genevieve (Missouri)
Ste. Genevieve (französisch: Ste-Geneviève) ist eine City im und Verwaltungssitz des Ste. Genevieve County im Südosten des US-amerikanischen Bundesstaates Missouri. Das U.S. Census Bureau hat bei der Volkszählung 2020 eine Einwohnerzahl von 4999 ermittelt. 
Ste. Genevieve liegt am westlichen Ufer des Mississippi River.

## Geographie
Ste. Genevieve liegt auf 37°58'37" nördlicher Breite und 90°02'55" westlicher Länge. Die Stadt erstreckt sich über 10,8 km², die ausschließlich aus Landfläche bestehen. Ste. Genevieve liegt direkt am westlichen Ufer des Mississippi River, der hier die Grenze zwischen den Staaten Missouri und Illinois bildet. Durch die Stadt führt der U.S. Highway 61. In diesen mündet in Ste. Genevieve die Missouri State Route 32 und erreicht damit ihren östlichen Endpunkt. 10 Kilometer westlich der Stadt verläuft die von Chicago über St. Louis und Memphis nach New Orleans führende Interstate 55. Über eine Fähre ist St. Genevieve mit Modoc (Illinois) am gegenüberliegenden Mississippiufer verbunden. Ste. Genevieve liegt 108 Kilometer südlich von St. Louis und 364 Kilometer nördlich von Memphis.

## Geschichte
Gegründet wurde der Ort wurde um 1750 von französischen Siedlern und Flüchtlingen aus dem Gebiet östlich des Mississippi. Ste. Genevieve, das nach dem Schutzheiligen von Paris benannt wurde, ist die älteste ständige Siedlung europäischer Einwanderer westlich des Mississippi. Die meisten der damaligen Bewohner waren französisch-kanadischer Abstammung, während die Gründerfamilien schon über mehrere Generationen im Mississippigebiet ansässig waren. In der Zeit vor dem Louisiana Purchase wurde die Region Illinois Country (franz. Pays des Illinois) oder Upper Louisiana (franz. Haute-Louisiane) genannt. Alte Quellen vermuten ein Gründungsdatum von Ste. Genevieve um das Jahr 1735, aber die Mehrzahl überlieferter Dokumente geht von einer Zeit um 1750 aus. Die Bevölkerung östlich des Mississippi brauchte mehr Land, die Böden der alten Dörfer waren ausgelaugt und der nachlassende Druck durch feindlich eingestellte Indianer machten eine Besiedlung möglich.
Die Mississippi-Kultur, die von etwa 700 n. Chr. bis ca. 1500 n. Chr. existierte und weit frühere Kulturen waren die ersten Zivilisationen in der Region. Trotzdem haben in der Zeit der europäischen Besiedlung keine Indianer in der Nähe des westlichen Mississippiufers gelebt. Eine Karte von Jacques-Nicolas Bellin aus dem Jahre 1755, auf der Ste. Genevieve erstmals dargestellt wurde, zeigte Ansiedlungen der Kaskaskia Indianer am Ostufer, nicht jedoch am Westufer auf einem Abschnitt von etwa 160 km.
Zur Zeit seiner Gründung war Ste. Genevieve die jüngste einer Dreiergruppe von französischen Siedlungen im mittleren Mississippital. 8 km nordöstlich lag auf dem Ostufer das Fort de Chartres, welches damals die offizielle Hauptstadt des Pay de Illinois war. Kaskaskia (die spätere erste Hauptstadt des Staates Illinois) lag rund 8 km südöstlich. Cahokia und Prairie du Rocher in Illinois am Ostufer waren ebenfalls frühe französische Ansiedlungen.
Nach dem Frieden von Paris (1763), der nach dem Franzosen- und Indianerkrieg (in Europa Siebenjähriger Krieg genannt) geschlossen wurde, trat Frankreich das gesamte Gebiet östlich des Mississippi an Großbritannien ab. Nach der königlichen Proklamation von 1763, die das gesamte Gebiet zwischen den Appalachen und dem Mississippi als Indianerland festlegte, kamen französischsprachige Kanadier und Siedler aus dem Gebiet östlich des Mississippi verstärkt in das Gebiet westlich des Mississippi, auch nach Ste. Genevieve.
Im vorher geschlossenen Geheimen Abkommen von Fontainebleau zwischen Frankreich und Spanien wurde das gesamte Gebiet westlich des Mississippi an Spanien abgetreten, das dieses Gebiet Neuspanien nannte. Spanien verlegte die Hauptstadt des oberen Louisiana von Fort des Chartres in das 80 km südlich gelegene St. Louis. Obwohl Ste. Genevieve nun unter spanische Kontrolle kam, behielt die Stadt für die nächsten 40 Jahre sprachlich und kulturell ihren französischen Charakter.
Während der 1770er Jahre wurde Ste. Genevieve wiederholt von Indianern der Stämme Osage und Missouri überfallen, um Pferde der Siedler zu stehlen. Aber es gab auch verstärkte Kontakte zwischen Indianern und Franzosen, insbesondere durch Heirat und Handel. In den 1780er Jahren kamen im Ergebnis ihres niedergeschlagenen Aufstandes gegen die neu gegründeten Vereinigten Staaten Shawnee und Delawaren über den Mississippi und siedelten sich südlich von Ste. Genevieve an. Ebenso siedelten sich die Peoria in die Gegend um Ste. Genevieve an und es bestand bis in die 1790er Jahre ein friedliches Miteinander mit der Siedlung. Nach 1790 häuften sich aber Überfälle durch Osage und es kam zu vermehrt zu tödlichen Auseinandersetzungen. Auch griffen die Osage die Shawnee und Peoria an.
Die spanischen Behörden wollten die Indianerstämme gewaltsam befrieden, fanden aber nicht genügend französische Siedler für den Aufbau einer Miliz. Vielmehr wurde durch die umfangreichen Handelskontakte mit den Indianern eine Lösung auf dem Verhandlungsweg wesentlich erleichtert.
Nach der Überflutung im Jahre 1785 wurde die Stadt von der ursprünglichen Stelle inmitten der Flussaue rund 3 km nach Norden verlagert und dabei etwas weiter vom Ufer entfernt erneut aufgebaut. Die Stadt entwickelte sich zu einem Zentrum für die umliegende Landwirtschaft, insbesondere den Weizen-, Mais- und Tabakanbau, der von meist selbständigen bäuerlichen Familienbetrieben vorgenommen wurde. Es wurden immer mehr landwirtschaftliche Produkte produziert, die neben der Selbstversorgung auch eine immer stärkere Belieferung des unteren Mississippigebietes mit Mehl und Getreide sowie den Export über den Hafen von New Orleans erlaubten. 1807 sagte der damalige Staatssekretär des Louisiana-Territoriums, Frederick Bates, dass Ste. Genevieve der wohlhabendste Ort in Louisiana sei. Jahrzehntelang war Ste. Genevieve überwiegend landwirtschaftlich ausgerichtet. Es wurde vor allem Weizen, Mais und Tabak angebaut. Die Produkte wurden nach St. Louis und darüber hinaus bis nach New Orleans geliefert. Die traditionelle Praxis war, dass die meisten Bewohner in der Stadt lebten und außerhalb der Stadt ihre Felder bearbeiteten. Diese lagen zusammen und an der gemeinsamen Außenseite umzäunt.
Nach dem Louisiana Purchase 1803 kamen viele anglo-amerikanische und deutsche Siedler in den Ort. Allmählich begannen Handel und Gewerbe an Bedeutung zu gewinnen, aber kulturell behielt der Ort viel von seinem französischen Charakter bei. Das Institut des sœurs de saint Joseph (Sisters of St. Joseph), ein französischer Lehrorden, gründete in der Stadt einen Konvent und unterhielten eine Schule. Die katholische Kirche der Stadt wurde 1876 errichtet und ist im Stil an französische Kirchenbauten angelehnt.

## Architektur
Die ältesten Gebäude in Ste. Genevieve, deren Architektur als der als Französisch Kreolischer Kolonialstil bezeichnet wird, stammen alle aus der Zeit der spanischen Herrschaft. Die charakteristischen Gebäude aus dieser Zeit wurden um im Erdreich (poteaux en terre) oder auf einem steinernen Fundament (poteaux sur solle) vertikal verankerte Holzpfosten errichtet. Dieser Stil unterscheidet sich grundlegend von den klassischen amerikanischen Blockhäusern, die aus horizontal angeordneten Balken bestehen. Drei der fünf heute noch in den Vereinigten Staaten erhaltenen Gebäude dieser Art stehen in Ste. Genevieve.
Daneben stehen noch eine Reihe von Gebäuden, die um vertikale Holzpfosten errichtet wurden, die auf einem horizontalen Unterzug stehen. Das älteste Gebäude der Stadt ist das Louis Bolduc House.

## Kultur
Das französische Erbe von Ste. Genevieve wird durch jährlich begangene Feste wie La Guiannée, French Fest, Jour de Fête, King’s Ball und andere am Leben erhalten. Die Fähre von Ste. Genevieve nach Modoc in Illinois wird im Volksmund auch French Connection genannt, weil durch sie verschiedene Sehenswürdigkeiten aus der französischen Kolonialzeit miteinander verbunden werden.

## Demografische Daten
Bei der Volkszählung im Jahre 2010 wurde eine Einwohnerzahl von 4.410 ermittelt. Diese verteilten sich auf 1.824 Haushalte in 1.187 Familien. Die Bevölkerungsdichte lag bei 415,4/km². Es gab 1.965 Gebäude, was einer Bebauungsdichte von 182,4/km² entspricht.
Die Bevölkerung bestand im Jahre 2000 aus 96,07 % Weißen, 2,14 % Afroamerikanern, 0,58 % Indianern, 0,31 % Asiaten und 0,25 % anderen. 0,65 % gaben an, von mindestens zwei dieser Gruppen abzustammen. 1,12 % der Bevölkerung bestand aus Hispanics, die verschiedenen der genannten Gruppen angehörten.
21,9 % waren unter 18 Jahren, 7,7 % zwischen 18 und 24, 25,0 % von 25 bis 44, 21,8 % von 45 bis 64 und 23,6 % 65 und älter. Das durchschnittliche Alter lag bei 42 Jahren. Auf 100 Frauen kamen statistisch 92,7 Männer, bei den über 18-Jährigen 89,8.
Das durchschnittliche Einkommen pro Haushalt betrug $33.929, das durchschnittliche Familieneinkommen $43.125. Das Einkommen der Männer lag durchschnittlich bei $31.546, das der Frauen bei $19.804. Das Pro-Kopf-Einkommen belief sich auf $17.361. Rund 7,8 % der Familien und 9,6 % der Gesamtbevölkerung lagen mit ihrem Einkommen unter der Armutsgrenze.

## Persönlichkeiten
- Taylor Werner (* 1998), Langstreckenläuferin